# تومي يونجر
تومي يونجر (بالإنجليزية: Tommy Younger)‏ مواليد 10 أبريل 1930 في إدنبرة - الوفاة 13 يناير 1984 في إدنبرة، كان لاعب ومدرب كرة قدم اسكتلندي كان يلعب كحارس مرمى. سبق له أن لعب في كأس العالم لكرة القدم مع منتخب بلاده. لعب خلال مسيرته 377 مباراة ولم يُسجل خلالها أية أهداف.

## المسيرة الاحترافية

### أندية لعب لها
- نادي هيبرنيان
- نادي ليفربول
- نادي فالكيرك
- ستوك سيتي
- نادي ريل
- تورونتو سيتي
- ليدز يونايتد

## روابط خارجية
- تومي يونجر على موقع الاتحاد الدولي (مؤرشف)  (الإنجليزية)
- تومي يونجر على موقع الاتحاد الإسكتلندي (الإنجليزية)
- تومي يونجر على موقع قاعدة بيانات كرة القدم.إي يو (الإنجليزية)
- تومي يونجر على موقع ناشيونال فوتبول تيمز (الإنجليزية)